# П'єр Франсуа Тіссо
П'єр Франсуа Тіссо (1768—1854) — французький письменник, член Французької академії.

## Життєпис
Діяльний прихильник революції, він зазнав в 1795 переслідування і короткочасного ув'язнення, потім, для підтримки сім'ї, став ремісником. У 1798 був обраний депутатом. У 1810 поет Ж. Деліль обрав його своїм помічником по кафедрі латинської поезії в Колеж де Франс. По смерті Деліля в травні 1813 року Тіссо замістив його на кафедрі, яку втратив в 1821 році; революція 1830 її йому повернула.

## Головні роботи
- «Études sur Virgile» (1825—30),
- «Souvenirs du 1 prairial an III» (1799),
- «Les trois conjurés irlandais, ou l’Ombre d’Emmet» (1854),
- «Trophées des armées françaises» (1819),
- «De la poésie latine» (1821),
- «Poésies érotiques» (1826),
- «Souvenirs historiques sur Talma» (1826),
- «Histoire complète de la révolution française» (1833),
- «Histoire de Napoléon» (1833),
- «Leçons et modèles de littérature française» (1835—36),
- «Précis d’histoire universelle» (1841).